# Puigsacalm
Puigsacalm är ett berg i Spanien.   Det ligger i provinsen Província de Barcelona och regionen Katalonien, i den östra delen av landet, 500 km öster om huvudstaden Madrid. Toppen på Puigsacalm är 1 513 meter över havet, eller 225 meter över den omgivande terrängen. Bredden vid basen är 2,5 km.
Terrängen runt Puigsacalm är huvudsakligen lite bergig. Runt Puigsacalm är det glesbefolkat, med 15 invånare per kvadratkilometer. Närmaste större samhälle är Olot, 10,4 km nordost om Puigsacalm. I omgivningarna runt Puigsacalm växer i huvudsak blandskog.